# 赤井沙希
赤井 沙希（あかい さき、1987年〈昭和62年〉1月24日 - ）は、日本の女性ファッションモデル、タレント、グラビアモデル、女優、元プロレスラー。血液型A型。大阪府生まれ、京都府育ち。父は俳優で元プロボクサーの赤井英和。
愛称は「ちゃきたん」、「さっちん」、「お嬢」、「ジャンボ」、「環七（かんなな）」、「通天閣」、「さき姉（ねえ）」、「浪速のサッキー」。一人称は『うち』。
以前は株式会社ノイエに所属しており、当時は苗字なしの「沙希」という芸名だった。その後、オスカープロモーションに移籍し、活動の拠点を関西から東京に移す。芸能活動についてはフリー期間を経てプラチナムプロダクション、プロレスラーとしてはDDTプロレスリングに所属。

## 略歴
元プロボクサーの赤井英和の前妻との間に産まれた次女で、2〜3歳の頃に両親が離婚したため幼少時以来、英和と会うことはなかった（但し名字は赤井のまま）。プロボクサーの赤井英五郎は異母弟にあたる。他に姉が一人、異母弟と異母妹が一人ずついる。更に双子の異母妹がいたが早くに亡くなっている。
デビューのきっかけは、京都に住んでいた時に四条大宮でスカウトされたことから。その後、関西でモデルとして活動していたが、事務所に勧められて東行した。
2004年の写真集発売の際に当時、所属していた事務所が英和の娘だと公表、14年ぶりに再会を果たした。なお、それまで英和は沙希が芸能活動をしていることを一切知らなかった。
2006年に旭化成せんいキャンペーンモデルに選ばれた。
2008年2月13日放送分の『クイズ!ヘキサゴンII』（フジテレビ）に初出演。その後、下位常連として不定期出演（2009年からは中位入りすることもある）。
2009年度のK-1イメージガールに選出された。
2011年10月から同じ事務所に所属する原幹恵、南條有香と文化放送の「原幹恵 ゆる☆ふわ」に出演、ガールズトークを行っていた。
2012年2月25日、アラド戦記オフラインエキシビションマッチのイベントに登場した。同年4月1日からスマートフォン専用のテレビとして開局するNOTTVのオリジナル7時間番組に押切もえ、敦士、加藤夏希、磯山さやか、宮地真緒らと出演した。

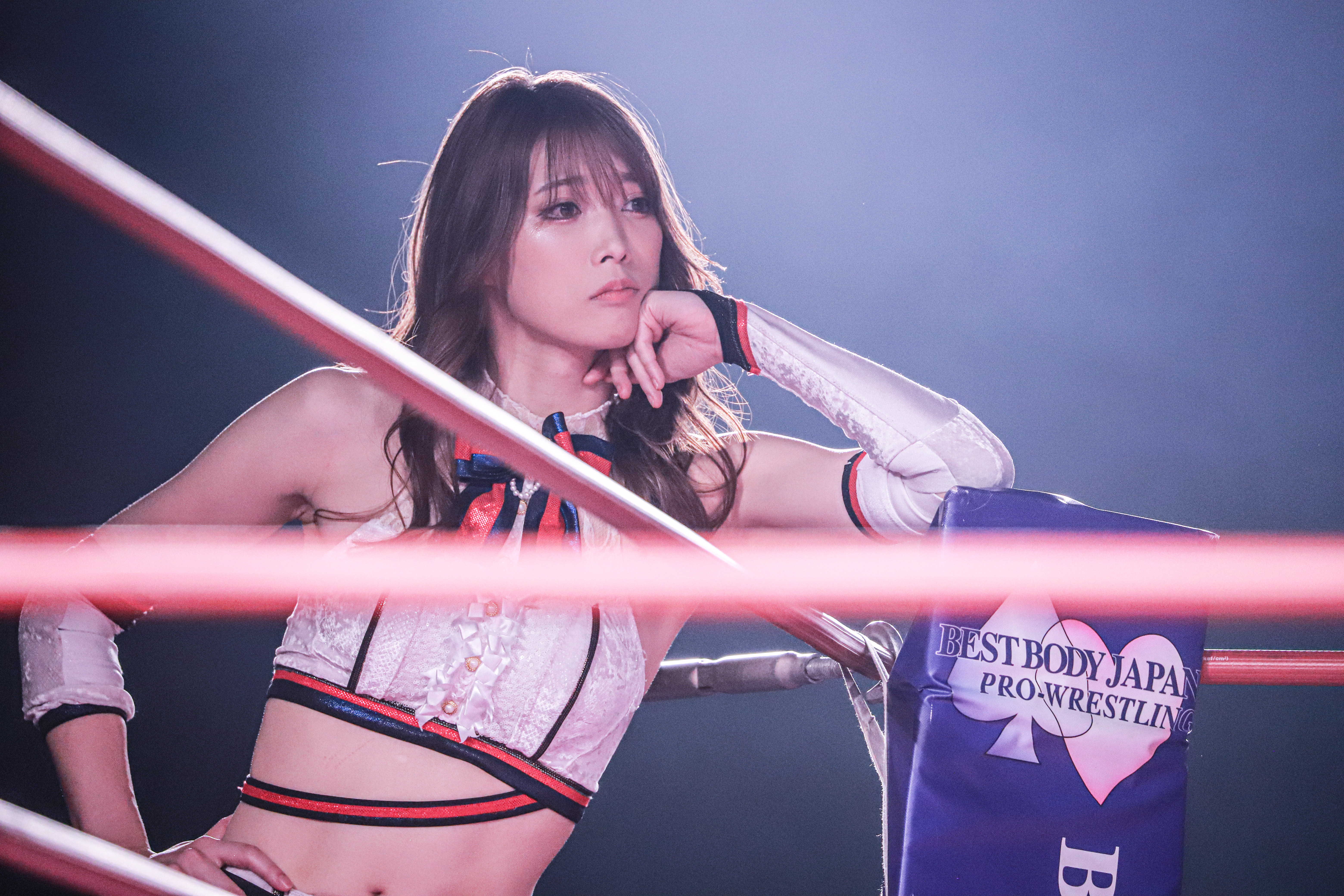
2022.07.13 BBJPro 赤井沙希選手 大桟橋ホール

2013年7月3日に、DDTが8月18日に開催する両国国技館大会で正式にプロレスデビューすることが明らかになった。女子プロレスラーとしては174cmの長身でありながらも細身であるが、「同じことをやっても意味がない」「細い体だからこそできることがあると信じてる」との理由からあえて体型を維持して筋肉を付けるトレーニングをしている。
2014年12月23日、プロレスの聖地である後楽園ホールでリングに立った。
2016年3月27日、阪神競馬場・さくら大使に就任。
2016年4月27日、“『龍が如く』10周年記念「復活!『龍が如く6』出演者オーディション」”の最終選考会が行われ、総勢1000名を超える中からゲーム内に登場する出演者5名に選ばれた。
2019年3月31日、契約満了に伴い14年間所属したオスカープロモーションを退社。
2019年9月18日、プラチナムプロダクション所属となることを発表。
2022年7月11日、美容セラピストとして国際ライセンスCIBTACを取得し、完全予約制の個室美容サロン「Riviera」をオープンする。
2023年8月10日、プロレス引退メモリアル写真集『GRACIA（グラシア）』（講談社）を発売。8月18日に東京・秋葉原の書泉ブックタワーで発売記念イベントを開催。
2023年11月12日、DDTプロレス両国国技館大会にて引退試合を実施し10年に及ぶプロレスラー現役生活を終える。芸能の活動は継続、DDTプロレスにも裏方として残留する。

## プロレス活動

### 戦歴

#### 2011年
- 6月1日 - 「マッスルガール!」で共演する志田光が当時所属していたアイスリボンにて、役名のビッグデビル[25] としてプロレスデビュー[8]。藤本つかさ・真琴組とエキシビションで対戦し、引き分け。気合の入ったメンチ、迷いのない激しい蹴り、顔を踏みつけ、場外で暴れ回るほか、オリジナル必殺技をも繰り出し、闘志溢れるファイトを展開。試合後、ラップも披露。ただ、この時点では「ファンとしてプロレスに関わっていきたい」と本格デビューには否定的だった[26]。

#### 2013年
- 8月18日 - DDT両国国技館大会「両国ピーターパン2013〜プロレスの傾向と対策〜」にて福田洋・世IV虎・志田光戦で正式プロレスデビュー（パートナーはマサ高梨・チェリー）。「わかりやすいように」と洒落で「赤い」ビキニ型コスチュームを使用。ビッグブーツを連発して勝利をアシスト、試合後には世IV虎と挑発し合う場面も見られた[27][28][29]。マッハ文朱が赤井のデビューを知り、アメリカから帰国して観戦したという[30]。
- 9月29日 - DDT後楽園ホール大会に来場し、DDTではなくオスカープロモーション所属としてプロレス活動を継続することと11月4日に父の地元であり自身の生まれ故郷かつ芸能活動を始めた大阪の大阪府立体育会館第二競技場での第2戦が発表された[31]。
- 11月4日 - 過去にバラエティ番組で共演したことのある坂口征夫とのミックスタッグで彰人・紫雷美央と対戦[32]。坂口の変形コブラクラッチが決まり連勝[3]。
- 12月23日 - 第3戦として初となる後楽園ホールで試合で、カードは赤井・KUDO・ヤス・ウラノ vs GAMI・アントーニオ本多・佐々木大輔[33][34]。引退を控えたGAMIにメガホンで尻をたたかれるなど洗礼を受けるも、ビッグブーツやジャベ、変形のローリングクレイドルを繰り出し、最後はKUDOが佐々木をダイビング・ダブルニードロップで仕留め3連勝[35][36]。2014年はアイアンマンヘビーメタル級王座奪取、バトルロイヤルやシングルマッチ出場を目標に掲げた[36]。

#### 2014年
- 1月26日 - DDT後楽園大会で大石真翔と組み、世IV虎&大鷲透と対戦、世IV虎のダイビング・セントーンで3カウントを奪われ4戦目にして初黒星[37]。
- 2月23日 - DDT後楽園大会で初のバトルロイヤルとしてアイアンマン時間差バトルロイヤルに出場、6人目として登場し、アイアンマン王者ヤス・ウラノダイビング・クロスボディーからの体固めを仕掛けるもひっくり返され退場[38]。
- 3月9日 - 4月よりスタートするDDTの新番組「DDTプロレス中継 さいたまースラム!」の収録として行われた春日部ふれあいキューブ大会のアイアンマンバトルロイヤルに出場、4人目として登場するが、8人目の中澤マイケルのアルティメット・ベノムアームが誤爆しギブアップ[39]。
- 4月5日 - 東京女子プロレスラゾーナ川崎プラザソル大会にて初のDDT以外の団体かつシングルマッチとして坂崎ユカと対戦[40]。DDTとは一転して紙テープも声援もない外敵扱いの中、最後はランニングニーからビッグブーツでフォール、初シングルを勝利で飾ると共に初の直接勝利となった[41]。直後にアイドル枠としてライブ出演したユニオンプロレスのレディビアードに呼び込まれ、5月18日のユニオン後楽園でタッグを組むことを発表[42]。
- 4月12日 - DDT春日部大会でさくらえみとシングル、ラ・マヒストラルでフォールされ、シングル初黒星を喫する。[43]
- 5月17日 - DDT春日部大会、イメージDVDのインフォマーシャルマッチとして高木三四郎&大鷲透と組み、大石真翔&中澤マイケル&DJニラと対戦。高木組がジャイアントスイングで相手を回す間はそのDVD映像が流されるが、逆だとマイケルのイメージ映像が流されるルールで行われた。マイケルのキス攻撃やベノムアームなどの暴走ファイトに苦しめられるが、マイケルのタイツが足元に絡まっているのを見てフォールして勝利[44]。
- 5月18日 - ユニオン後楽園大会、レディビアードと組み、チェリー&男色ディーノと対戦。ディーノの尻を押し付けられダウンを喫するも、ビアードがチェリーにディーノの尻を誤爆させ、ナッツクラッカー→片エビ固めで勝利[45]。
- 5月29日 - DDT牛込箪笥区民ホール大会、試合は組まれていなかったが、第1試合のアイアンマンバトルロイヤルにて高木がアイアンマン王者秋山準へ向けての色仕掛け「フォーメーションA」として登場、しかし秋山はまったく動じず業を煮やした高木のセクハラ発言に激高してビンタを喰らわせ、高木は仕掛けた罠に自ら嵌る失態をしてしまいフォールされる[46]。
- 6月8日 - DDT川口・埼玉県産業技術総合センター大会、平田一喜と組み、男色ディーノ&星ハム子組と対戦、前回同様ディーノの尻に押し込まれ戦意喪失となり、平田も吸い込まれ敗れる[47]。
- 7月6日 - DDT名古屋市枇杷島スポーツセンター大会、高木三四郎&大鷲透と組み、中澤マイケル&松永智充＆DJニラ組と対戦。大鷲の希望によりルチャルールが採用されたこの試合は、マイケルに太モモを舐められる恥辱を受け、さらにアルティメット・ベノムアームも決められダウンし、ニラにマヒストラルで丸め込まれるが、切り返して勝利[48]。
- 7月12日 - DDT川越・えすぽわーる伊佐沼大会、DJニラとシングルで対戦、序盤は傘攻撃に苦戦するも、マヒストラルで丸め込もうとするニラを変形キャメルクラッチで仕留めギブアップを奪う[49]。
- 7月27日 - DDT「闘うビアガーデン」、新人の勝俣瞬馬と組み、マサ高梨・DJニラとのドランカーズハイ・タッグマッチ（フォールを返されたり、ロープエスケープされたり、味方にタッチする際に酒を一杯飲み干さなければならないルール）に挑戦。赤井もタッチやカウントを返される度に飲み干すが、選手はもちろん飲まなくてよい木曽大介レフェリーまで酔っ払ってしまい収拾がつかず、初のビアガーデンプロレスは初の無効試合になってしまった。試合後は酒呑童子らと酒盛り[50]。
- 8月17日 - DDT両国大会「両国ピーターパン2014〜人生変えちゃう夏かもね!〜」で大石真翔・レディビアードと組み、アジャコング・アントーニオ本多・福田洋と対戦。この試合よりコスチュームを一新。アジャから裏拳や岩石落とし、さらには垂直落下式ブレーンバスターを繰り出されるが、これらの攻撃に耐え、最後は逆にコーナーポストから場外へボディーアタックを決め、リング内で大石がミラクルエクスタシーで福田をフォールして勝利[51][52]。
- 8月24日 - DDT春日部大会のインフォマーシャルマッチとして高木三四郎&平田一喜と組み、男色ディーノ&大石真翔&伊藤麻希と対戦、伊藤と赤井のフォールしか認められない「アイドルフォールマッチ」とされたが、平田が伊藤のフォールを許し敗戦[53]。
- 9月21日 - DDT小山市立文化センター大会、坂口征夫と組み、中澤マイケル&松永智充組と対戦、途中でバニーガールコスチュームを持ったマイケルにバックステージに連れて行かれるも、逆にマイケルに着させて戻った後、アルティメット・ベノムアームの餌食され失神したが、その隙に坂口がマイケルを捕らえギブアップさせた[54]。
- 9月28日 - 酒呑童子と組み、伊橋剛太&中澤マイケル&松永智充&星誕期と8人タッグ、場外へコーナー最上段からプランチャを決め、勝利に貢献[55]。
- 10月1日 - 「DDTドラマティック総選挙2014」で303票を集め6位に入る[56][57]。
- 10月26日 - 「DDTドラマティック総選挙2014」の結果を受けて後楽園大会で大石真翔と組み、チェリー&ヤス・ウラノと対戦、大石と共にコスチュームをハロウィン仕様にして臨み、ヤスにビッグブーツを決めた後に大石がリング下へと投げ、コーナーからプランチャ、リング内で大石がチェリーにミラクルエクスタシーを決め勝利[58]。
- 11月2日 - DDT川口大会で高木三四郎&平田一喜と組み、男色ディーノ&大石真翔そして、Xと紹介された旭志織と6人タッグで対戦、高木が炭酸ガスを噴射して試合は始まったが、ディーノに加え大石もケツを差し出した「呪いのローラー」に高木とともに巻き込まれ、残った平田もディーノのケツの餌食となり敗れる[59]。
- 11月3日 - 横浜ラジアントホールにて2度目となる東京女子プロレス参戦、中島翔子とシングルで対戦。相手より少ないものの紙テープが飛んだ試合は、鼻フック攻撃を受ける場面もあったが、ミドルキック、ローキックを繰り出し、サッキーカッターで叩き付けて中島の顔面を蹴りフォールした[60]。
- 11月19日 - 岩手県・大船渡市民体育館での「プロレスキャノンボール2014 in 大船渡」で坂口征夫と組み、KUDO&里村明衣子と対戦、里村のスリーパーをレフェリーストップ負け[61]。
- 11月30日 - DDT後楽園大会。この日は試合はなく売店で売り子をしていたところ、世IV虎が現れ12月23日スターダム後楽園大会で保持するワールド・オブ・スターダム王座を懸けて対戦を要求される。最初は難色を示すも、鶴見亜門GMに暴行を加えるなどしつこく食い下がる世IV虎に根負けし、対戦が決まった[62]。
- 12月8日 - 東京スポーツ新聞社制定「プロレス大賞」で女子初の新人賞に選出される[63]。
- 12月13日 - DDT春日部大会、休業カウントダウン中の中澤マイケルと組み、高木三四郎&大鷲透組と対戦、最初かっこつけたマイケルが大鷲のビッグブーツに秒殺、その後マイケルにビンタを食らわし再試合、マイケルが選手から集めたパンツで作った「元気玉」を嫌々渡され、攻撃がマイケルに誤爆し高木のシットダウンひまわりボムをそのまま決められ敗れる[64]。
- 12月14日、DDT福岡大会「天下三分の計」佐々木大輔と組み、大石真翔&松永智充組と対戦、佐々木がクロス・フェースロックを松永に決め勝利[65]。
- 12月23日、DDT系列外では初参戦となるスターダム後楽園大会で世IV虎の赤いベルトに挑戦。初めて顔面パンチも見舞ってダウンさせるも、ダイビング・セントーン→片エビ固めで敗れる[66]。

#### 2015年
- 1月3日 - DDT後楽園大会にて、アイアンマンベルトを所持していたヨシヒコから直接勝利し、アイアンマンヘビーメタル級王座を獲得、自身初のベルト戴冠となるが、直後にアジャ・コングの襲撃に遭い戴冠1分足らずでベルトを落とす。[67]
- 2月15日 - DDT初のさいたまスーパーアリーナ大会「さいたまスーパーDDT」におけるアイアンマンバトルロイヤルで最後の一人に残ったものの、アジャ・コングに返り討ちにされタイトル奪回はならなかった[68]。
- 2月28日 - 東京女子プロレス新宿FACE大会「シンジュクダッシュ」で声優兼レスラーの清水愛とシングルで対戦。二段蹴り式顔面キックの「新人賞」で勝利。エンディングで清水と共闘し「低い美意識を叩き直す」と東女継続参戦を宣言[69]。
- 3月21日 - 「さいたまースラム!」1周年記念大会にてアジャ・コングと初シングルも敗戦。しかし、直後にアイアンマンベルト奪取を狙いアジャを襲撃しようとした伊橋剛太を退けた。[70]
- 3月22日 - 東京女子プロレス王子大会にて清水愛とのユニット「美威獅鬼軍」本格開始。山下実優＆KANNA組を相手に初陣を勝利で飾る。以後、東京女子プロレス参戦時は黒を基調、DDT参戦時は従来通り赤を基調としたコスチュームを着用と使い分ける

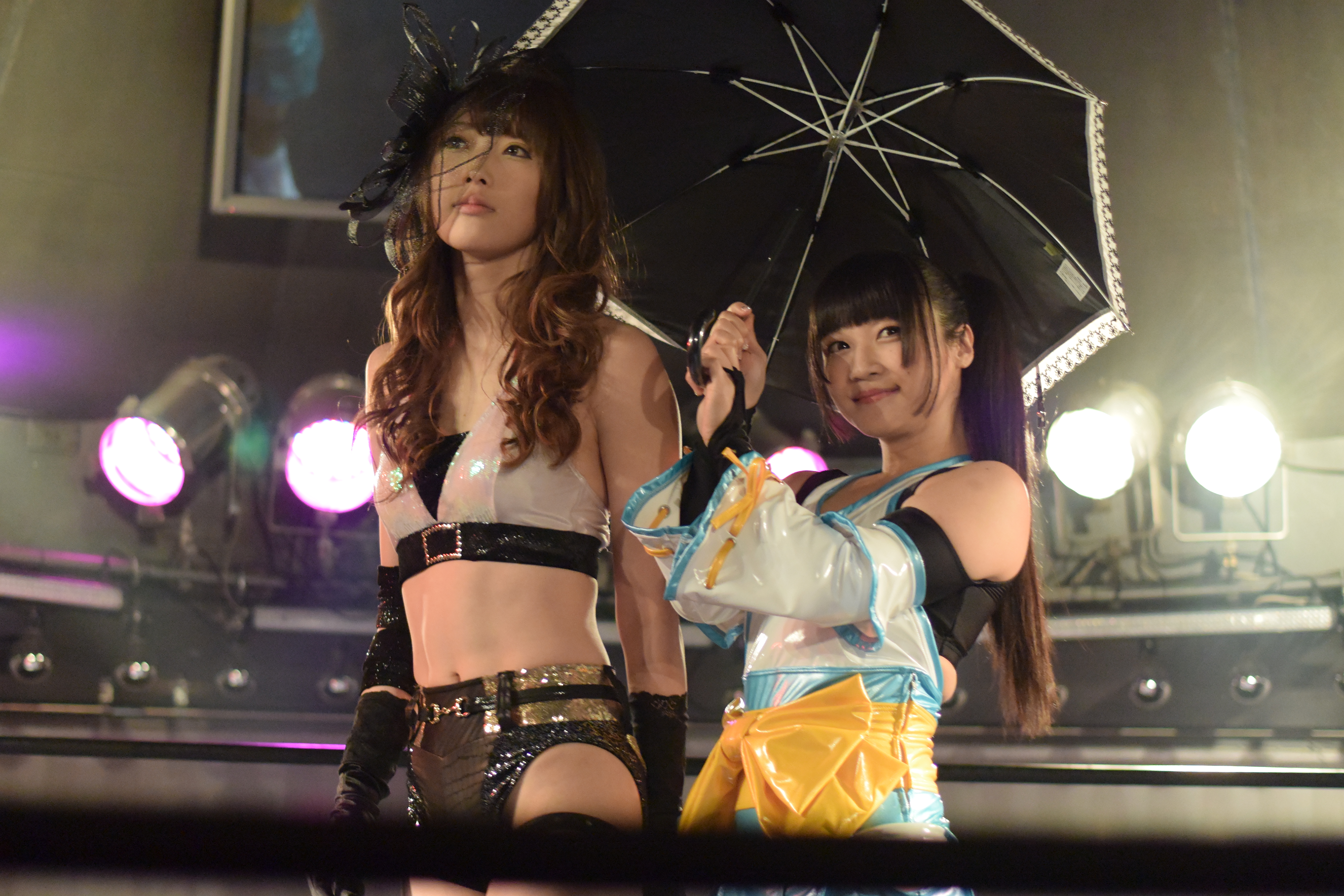
美威獅鬼軍 [赤井沙希＆清水愛]（2015年3月22日 王子BASEMENT MONSTAR）

- 4月15日 - 静岡県伊東市の伊豆ぐらんぱる公園にて初の路上プロレス挑戦。デビュー当時のコスチュームで高木三四郎＆葛西純vs飯伏幸太＆佐々木大輔vs男色ディーノ＆赤井vs伊橋剛太＆宮武俊のエニウェアフォール4WAYタッグマッチに出場し、メイクを台無しにされ激怒する場面もあったが、最後は伊橋が葛西にテーブルスプラッシュを喰らわされ敗れる[71]。
- 4月18日 - 東京女子プロレス王子大会にて「美威獅鬼軍」第2戦をのの子&ミウラアカネを相手に行い、これに勝利。メイン終了後、KANNAを自軍に引き入れる。
- 4月19日 - DDT春日部大会にて4WAYマッチに参戦、男色ディーノのケツ誤爆を受け戦闘不能に追い込まれている間に MIKAMIが男色ディーノの念仏男色ドライバーを受け敗戦。
- 4月25日 - ニコニコ超会議ニコニコ超プロレス[DAY1]に東京女子プロレス提供試合として清水愛と共に「美威獅鬼軍」として参戦、中島翔子&えーりん組との対戦に勝利。
- 4月26日 - ニコニコ超会議ニコニコ超プロレス[DAY2]にDDTメンバーとして参戦、10人参加時間差入場バトルロイヤルに9番目に登場、リバースバイパーホールドでDJニラからギブアップを奪い「いつでもどこでも挑戦権」を奪取。最後に現れた中澤マイケルも自爆OTRに追い込み、いつでもどこでも挑戦権を保守。
- 4月29日 - DDT後楽園大会いつでもどこでも挑戦権争奪時間差入場バトルロイヤルに第7入場者として登場、男色ディーノのケツに押し付けられた直後にDJニラの丸め込みに仕留められ3カウント失格、同時に「いつでもどこでも挑戦権」も失う。挑戦権保有期間3日。
- 5月10日 - DDT春日部大会にて、高木三四郎＆大鷲透＆平田一喜＆赤井沙希vs男色人生＆大石真翔＆MIKAMI＆旭志織の8人タッグマッチに参戦。男色、大石、旭の3人がかりの新技「ラフレシアの花」の餌食となり顔面を尻で挟まれ、直後にフォールされ直接の敗北。本人曰く「最も辛い試合」。
- 5月17日 - DDT名古屋大会鶴見亜門杯争奪ランブルにて最終入場者としてリングイン、同ランブル参加者であった坂口征夫と初師弟対決。坂口の打撃・関節技に苦しむも、ビックブーツで場外に蹴り落としOTR退場に追い込む。直後、大石らに抑えこまれ自身も退場。
- 5月23日 - 東京女子プロレス北沢タウンホール大会にて、東女のエース山下実優とのシングルマッチ。山下の猛攻を受け切り、最後はハイキックからの新人賞で勝利。
- 5月24日昼 - DDT札幌大会昼の部にて坂口征夫と師弟コンビを組んでタッグマッチに参戦、DJニラを変形キャメルクラッチで下した。
- 5月24日夜 - DDT札幌大会夜の部にてウニイクラホタテ丼的3WAYマッチ（目隠し酒呑みマッチ）に参戦、アントンと高梨をフォールし勝利する。
- 5月31日 - DDT後楽園大会にてヤス・ウラノ&彰人&アジャ・コングvs坂口征夫&マサ高梨&赤井沙希の6人タッグマッチに参戦。自軍の勝利も、引き続きアジャとの因縁を残す。
- 6月7日 - 東京女子プロレス王子大会にて、KANNAを率いてハイパーミサヲ&えーりん組と対戦しこれを下す。
- 6月14日 - DDT大阪大会にてHARASHIMA&彰人&ヤス・ウラノ&松永智充&赤井沙希vs高木三四郎&大鷲透&平田一喜&デヴィン・スパークス&リック・エリスの10人タッグマッチに参戦。HARASHIMAが平田を蒼魔刀で下し勝利した。
- 6月20日 - 東京女子プロレス王子大会にて、清水愛を率いてえーりん&ミウラアカネと対戦、えーりんを新人賞で下した。
- 6月28日 - DDT後楽園大会にて、高木三四郎＆大鷲透＆平田一喜＆赤井沙希 vs 入江茂弘＆松永智充＆星誕期＆勝俣瞬馬の8人タッグマッチに参戦、平田が入江のビーストボンバーで敗れた。
- 7月4日 - 東京女子プロレス王子大会にて、清水愛を率いてのの子＆中島翔子と対戦、清水愛がトリープフリューゲルで中島翔子に勝利した。
- 7月11日 - DDT春日部大会にて、アントーニオ本多＆松永智充 vs 赤井沙希＆大石真翔のタッグマッチに参戦、大石がアントンのダイビング・フィストドロップで敗れた。
- 7月18日 - 東京女子プロレス横浜大会にて、KANNAを率いて坂崎ユカ＆辰巳リカと対戦、KANNNAがベルサイユの槍で辰巳リカに勝利した。
- 7月19日 - DDT後楽園大会にて、平田一喜＆福田洋 vs マサ高梨＆赤井沙希 vs 松永智充＆星誕期の3WAYタッグマッチに参戦、ジャックナイフ式エビ固めで平田と福田をフォールし勝利した。
- 7月22日 - DDT新宿FACE大会（酒呑童子主催興行）にて、HARASHIMA vs 佐々木大輔 vs 高尾蒼馬 vs 竹下幸之介 vs 赤井沙希の ドランク5WAYマッチに参戦、参加選手全員が酒に呑まれ、全員KOとなった。
- 7月23日 - 東京女子プロレス蕨えーりんAID興行にて清水愛、KANNAを率いて、中島翔子＆坂崎ユカ＆ミウラアカネと対戦、坂崎ユカを新人賞で下す。
- 7月25日 - DDT Hand Made In Japan Fes 路上プロレスにて、高木三四郎＆平田一喜＆赤井沙希 vs 男色ディーノ＆大石真翔＆ハイパーミサヲ vs アントーニオ本多＆松永智充＆のの子のエニウェアフォールお買い物3WAY6人タッグデスマッチに参戦、平田がディーノの男色ドライバーで敗れた。
- 8月1日 - DDT新木場「闘うビアガーデン2015〜DDT〜」大会にてHARASHIMA＆彰人vs石井慧介＆入江茂弘vs男色ディーノ＆赤井沙希の怪談新沼袋デスマッチに参戦、全員が会談の恐怖にKOされた。
- 8月8日 - 東京女子プロレス新木場大会にて、清水愛を率いてのの子＆ハイパーミサヲと対戦、新人賞でハイパーミサヲに勝利した。
- 8月23日 - DDT両国大会にて天龍源一郎＆高木三四郎＆赤井沙希 vs 石川修司＆樋口和貞＆里村明衣子の6人タッグマッチに参戦、高木が樋口をシットダウンひまわりボムで下す。レース地ハイネックの純白の新コスチュームを着用。
- 8月29日- 東京女子プロレス王子大会にて、負傷欠場のKANNAに代わり清水愛を率いて中島翔子＆ミウラアカネと対戦、新人賞で中島翔子に勝利した。
- 9月6日 - DDT春日部大会にて、松永智充＆岩崎孝樹＆赤井沙希 vs 高木三四郎＆大鷲透＆平田一喜の6人タッグマッチに参戦、平田を新人賞で下す。男子レスラーを新人賞で下したのはこれが初。
- 9月20日 - DDT静岡大会にて、体調不良の飯伏幸太に代わり急遽呼び出され、アントーニオ本多＆赤井沙希 vs 松永智充＆岩崎孝樹のタッグマッチに緊急参戦。噛みつき攻撃やマーライオン攻撃に苦しむが、本多が岩崎を丸め込み勝利した。
- 9月22日 - 東京女子プロレス新宿FACE大会にて、東京プリンセスカップ覇者の中島翔子とのシングルマッチ。中島の猛攻を受けきり、逆に初披露の大技などで猛反撃を加えたが、一瞬のスキを突かれた丸め込みで敗れた。赤井は敗北の精神的なショックでリング上で失神。意識のないままKANNAに運ばれて退場した。赤井が東京女子プロレス初参戦から続けてきた東女無敗記録は13でストップ。東女の実質的な女王の座を明け渡した。
- 9月27日 - DDT後楽園大会にて、伊橋剛太＆松永智充＆岩崎孝樹vs大石真翔＆勝俣瞬馬＆赤井沙希の6人タッグマッチに参戦。この日、赤井は試合は組まれておらず、DDTドラマティック総選挙2015の選挙活動のため会場入りしていたが、直前に行われたキング・オブ・ダーク選手権試合に勝利した伊橋鋼太がタッグマッチに強引に参加し、赤井の歯ブラシを人質にとり、赤井に参戦を強要。赤井は血相を変え、スポーツウエアにスニーカー姿でリングに上がり、6人タッグマッチが成立した。赤井は歯ブラシ奪還のために奮戦したが、3人口移しのマーライオン攻撃を食らうなど苦戦、最後は伊橋のムーンサルト・プレスで勝俣が敗れた。試合後、伊橋は赤井の歯ブラシで歯を磨き「ストロベリーの味がする」と笑った。
- 10月7日 -「DDTドラマティック総選挙2015」で269票を集め11位に入る。
- 10月11日 - DDT春日部大会 3WAYマッチで松永智充、福田洋と対戦。新人賞で勝利する。白いボトムスに黒のトップスを着用
- 10月12日 - 東京女子プロレス北沢大会（さよなら美威獅鬼軍） 清水愛、KANNAを率いて山下実優、坂埼ユカ、辰巳リカと対戦、KANNAがベルサイユの槍で辰巳リカを下す。試合後、赤井は東京女子プロレス撤退を宣言。美威獅鬼軍も解散となった。大会終了直後、スケバンレスラー「赤宮サキ」の参戦が発表される。
- 10月25日 - DDT後楽園大会 マサ高梨＆赤井沙希＆平田一喜 vs 大石真翔＆坂崎ユカ＆勝俣瞬馬の6人タッグマッチに参戦、高梨が勝俣をタカタニックで下す。赤井はハロウィンのコスプレ姿で登場。メイド衣装を披露する。
- 11月1日 - DDT沖縄大会2日目 坂口征夫＆マサ高梨＆赤井沙希 vs アントーニオ本多＆竹下幸之助＆ハイビスカスみぃの6人タッグマッチに参戦、高梨が本多のダイビング・フィストドロップで敗れる。
- 11月3日 - DDT名古屋大会 福田洋＆赤井沙希 vs 大鷲透＆平田一喜 vs 大石真翔＆勝俣瞬馬の3WAY6人タッグマッチに参戦、福田が平田の奇跡を呼ぶ一発逆転首固めで敗れる。
- 11月8日 - DDT春日部大会 チェリー（王者） vs 松永智充 vs 大鷲透 vs レディビアード vs 赤井沙希のアイアンマンバトルロイヤルに参戦。目まぐるしく王座が移動したが、赤井の戴冠はならなかった。王座は最終的にチェリーにもどり時間切れ試合終了となった。
- 11月28日 - DDT大阪大会　12人参加のアイアンマンヘビーメタル級選手権時間差バトルロイヤルに6人目として登場、最後まで残り、チェリーを丸め込みで下し、戴冠。第1065代王者となる。
- 12月12日 DDT春日部大会 - 男色ディーノ＆大石真翔 vs 伊橋剛太＆赤井沙希のタッグマッチに参戦、伊橋がムーンサルトプレスを自爆し横入り式エビ固めで大石に敗れる。赤のボトムスに黒のトップスを着用
- 12月13日 DDT博多大会 - 赤井がオープニングナレーションを行おうとしたところをチェリーに襲撃され、丸め込みでいったんはベルトを奪われる。その後、アイアンマンヘビーメタル級選手権時間差入場バトルロイヤルに参戦し8人目に登場、KENSOをOTRで下し、福田洋から腕ひしぎ十字固めでギブアップを奪い、チェリーの襲撃もカウント2で返し、ベルトを奪還した。（第1070代）
- 12月23日 DDT後楽園大会 - 坂口征夫＆赤井沙希＆レディビアード vs 大石真翔＆勝俣瞬馬＆チェリーの6人タッグマッチに参戦、ツインテールにトナカイの角の髪飾りで登場した赤井だったが、チェリーに髪飾り類を引っ張られストレートヘアに。試合は坂口が勝俣をコブラクラッチで下し勝利した。

#### 2016年
- 1月3日 DDT後楽園大会 - チェリー＆赤井沙希 vs 勝俣瞬馬＆大石真翔のタッグマッチに参戦、赤井の持つアイアンマンヘビーメタル級のベルトをチェリーが狙い、赤井を攻撃したため、実質的に赤井沙希 vs チェリー vs 勝俣瞬馬＆大石真翔のハンディキャップマッチとなるが、チェリーがエビ固めで大石に敗れる。試合終了直後、赤井はLiLiCoの襲撃を受け、背後からチェーンで首を締められ失神、スリーカウントを奪われベルトを落とす。
- 1月31日 DDT後楽園大会 - 大石真翔＆チェリー vs 赤井沙希＆DJニラのタッグマッチに参戦、赤井は、かばいじいちゃん化したDJニラを介護しながらのファイトとなったが、DJニラがチェリーのチェリートーンボムで敗れた。黒いトップスと赤いボトムスを着用。
- 2月7日 DDT川口大会 - 坂口征夫＆梅田公太＆赤井沙希 vs 諸橋晴也＆チェリー＆伊橋剛太の6人タッグマッチに参戦、伊橋の背中越しの告白を受け困惑する。試合は坂口が伊橋をスリーパーホールドで落として勝利した。
- 2月28日 DDT後楽園大会 - 赤井沙希＆大石真翔vs男色ディーノ＆スーパー・ササダンゴ・マシンのタッグマッチに参戦、ディーノのクロー攻撃や垂直落下式ブレーンバスターに苦しむが、赤井の新人賞から大石のトルネードクラッチで男色ディーノに勝利した。
- 3月5日 DDT春日部大会 - 大石真翔＆赤井沙希 vs 松永智充＆渡瀬瑞基のタッグマッチに参戦。大石が変形飛行機投げ固めで勝利。
- 3月21日 DDT両国大会 - 赤井沙希＆大石真翔＆レディビアード vs LiLiCo＆梅田公太＆渡瀬瑞基の6人タッグマッチに参戦、大石がLiLiCoの卍固めにとらえられギブアップで敗れる。
- 3月26日 DDT新宿フェイス大会 - 赤井沙希 vs 大石真翔 vs 男色ディーノ vs 石井慧介 vs 福田洋 vs ヤス・ウラノ vs 彰人 vs アントーニオ本多 vs 平田一喜のいつでも挑戦権争奪バトルロイヤルに参加。大石をOTRで下し、いつでもどこでも挑戦権を確保。
- 3月27日 DDT兵庫・阪神競馬場お花見プロレス - 赤井沙希＆大石真翔 vs チェリー＆アントーニオ本多のタッグマッチに参戦、ダイビングボディーアタックでチェリーに勝利した。
- 3月27日 DDT大阪天王寺大会 - 赤井沙希＆チェリー vs アントーニオ本多＆福田洋のタッグマッチに参戦、ダイビングボディーアタックで福田に勝利した。
- 3月31日 DDTドラマティックアワード、ベスト女子レスラー を受賞。
- 4月2日 東京女子プロレス春日部大会 - 清水愛の東女卒業タッグマッチ後にサプライズ登場。美威獅鬼軍（赤井沙希＆清水愛＆KANNA） vs 山下実優＆中島翔子＆坂崎ユカの6人タッグマッチに参戦、清水愛が中島翔子にダイビングボディーアタックで勝利した。
- 4月2日 DDT春日部大会 - ワンチューロ＆渡瀬瑞基 vs 赤井沙希＆大石真翔のタッグマッチに参戦、渡瀬のドロップキックを側頭に受けエビ固めで敗れる。同時にいつでもどこでも挑戦権を失う。挑戦権保有期間7日。
- 4月3日 DDT伊豆ぐらんぱる公園大会 - 高木三四郎＆HARASHIMA＆坂口征夫＆赤井沙希vsアントーニオ本多＆竹下幸之介＆遠藤哲哉＆福田洋のエニウェアフォールスペシャル8人タッグマッチに参戦、HARASHIMAが蒼魔刀で福田に勝利した。
- 4月24日 DDT後楽園大会 - 赤井沙希＆大石真翔 vs LiLiCo＆渡瀬瑞基のタッグマッチに参戦、LiLiCoをスリーパーホールドにとらえ勝利し、アイアンマンヘビーメタル級王座を奪還した。（第1072代)
- 10月29日、DDTドラマティック総選挙で9位にランクイン。スピーチにてプロレスラーとして正式にDDTへの所属を高木三四郎に直訴。高木もこれを快諾し、晴れてDDT所属となる。

#### 2019年
- 舞台『Fate/Grand Order THE STAGE -絶対魔獣戦線バビロニア[72]』でアステカの神であるケツァル・コアトルを演じ、劇中で使用した変形逆打ちをプロレス技にアレンジ。技の名前を役名のケツァル・コアトルと命名する[73]。
- 2月17日、DDT両国国技館大会にアイアンマンヘビーメタル級選手権時間差バトルロイヤルに参戦し、最後まで残り第1350代王者となる[74]。

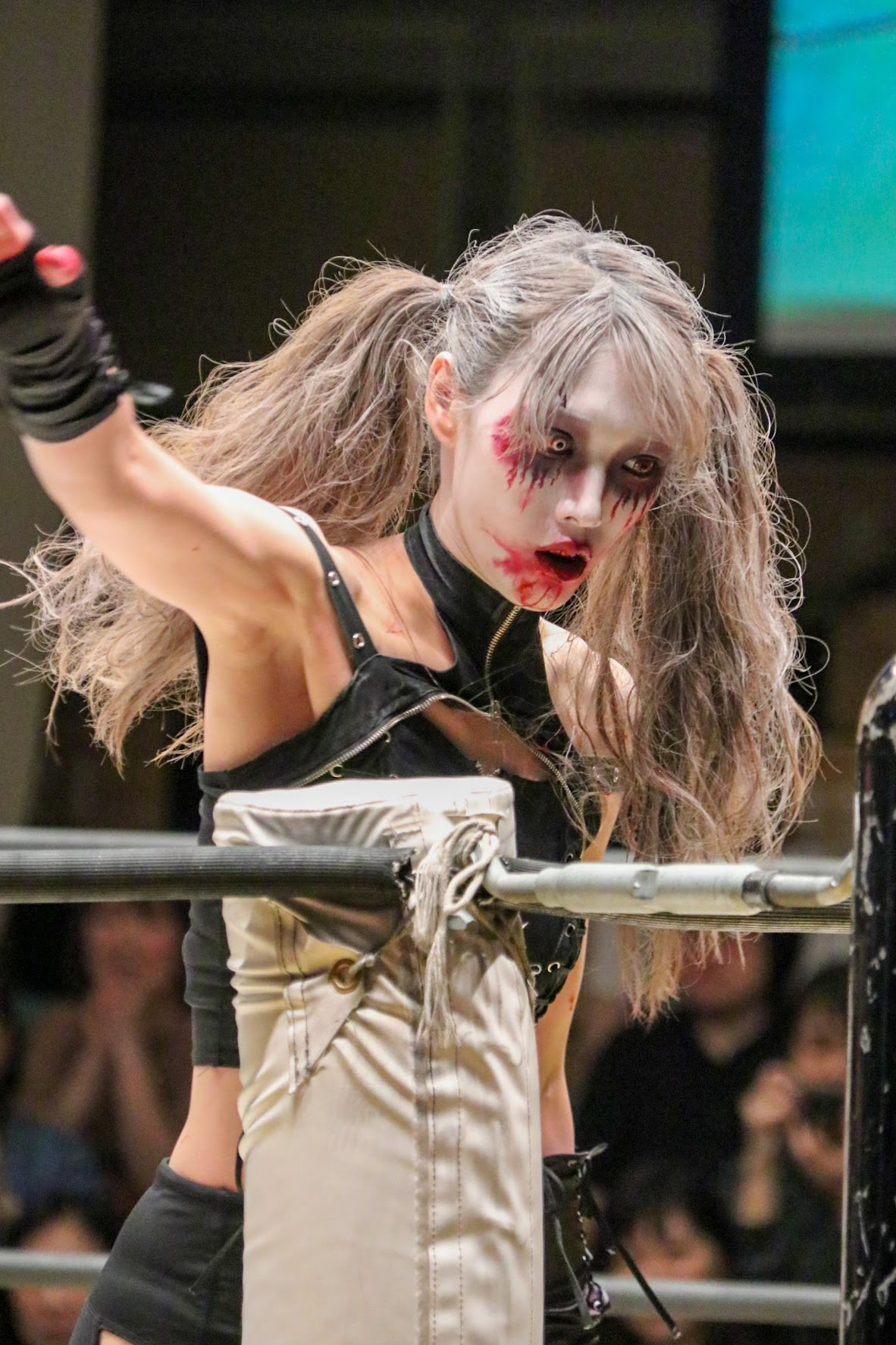
娑鬼

- 娑鬼8月25日、赤井の遠縁・娑鬼（サキ）が、DDT後楽園ホール大会ではタッグで試合を行い[75][76]、9月29日後楽園ホール大会では、乱入という形で現れた[77]。
- 11月24日、DDT後楽園ホール大会の藤本つかさ戦を皮切りに「赤井沙希“おきばりやす”七番勝負」がスタート。ジャパニーズオーシャン・サイクロン・スープレックス・ホールドで敗れる[78]。
- 12月28日、DDT後楽園ホール大会 - 旧姓・赤井沙希（旧姓・広田さくら）を相手に「赤井沙希“おきばりやす”七番勝負」第2戦が行われ、新人賞で勝利を挙げる[79]。

#### 2020年
- 1月3日、DDT後楽園ホール大会のアイアンマンヘビーメタル級選手権時間差入場バトルロイヤルを勝ち抜き第1461代王者となる。また同日坂口征夫、樋口和貞と共に新ユニットを結成することを発表する[80]。
- 1月4日、東京女子プロレス後楽園ホール大会で上福ゆきとシングルマッチを行い勝利。バックステージコメント中にアジャ・コングに襲われアイアンマン王座を奪われるもアジャ・コングの試合後にちりとりを持って襲撃し第1463代王者に返り咲く[81]。
- 1月5日、DDT板橋グリーンホール大会 - 撤収作業中にアントーニオ本多に襲われアイアンマン王座を奪われるもすぐに奪回し第1465代王者に[82]。
- 1月12日、DDT大阪大会にて山下りなを相手に「赤井沙希“おきばりやす”七番勝負」第3戦が行われ、スプラッシュマウンテンで敗れアイアンマン王座から陥落する[83]。
- 1月26日、DDT後楽園ホール大会 - 新ユニット「Eruption」が始動。初陣を勝利で飾る[84]。
- 2月24日、DDT名古屋大会 - 「赤井沙希“おきばりやす”七番勝負」第4戦でミランダ・ゴディ―をケツァル・コアトルで降す[85]。
- 4月4日、DDT UNIVERSE LIVE！（無観客配信大会）で朱里を相手に「赤井沙希“おきばりやす”七番勝負」第5戦が行われ朱雀でギブアップ負けを喫する[86]。
- 5月16日、DDT TV SHOW！#3（無観客配信大会）で安納サオリと「赤井沙希“おきばりやす”七番勝負」第6戦を行いケツァル・コアトルで勝利。3勝3敗の五分に戻し最終戦へ[87]。
- 6月20日、DDT新宿フェイス大会 - Eruptionで#DAMNHEARTS（遠藤哲哉＆T-Hawk&エル・リンダマン）の持つKO-D6人タッグ王座に挑戦。樋口が轟天でエル・リンダマンを降し第41代王者組となる。試合後に「赤井沙希“おきばりやす”七番勝負」第7戦目の相手が里村明衣子であること、そしてDDT史上初の女子同士によるメインイベントで行われることが発表される[88]。
- 7月3日、DDT新宿フェイス大会 - 「赤井沙希“おきばりやす”七番勝負」第7戦目・里村明衣子戦がDDT史上初女子選手のみでのメインイベント行われ、スコーピオ・ライジングで敗れ通算成績3勝4敗で七番勝負を終える[89]。第41代KO-D6人タッグ王座 [樋口和貞&赤井沙希＆坂口征夫] (2020年7月23日 後楽園ホール)

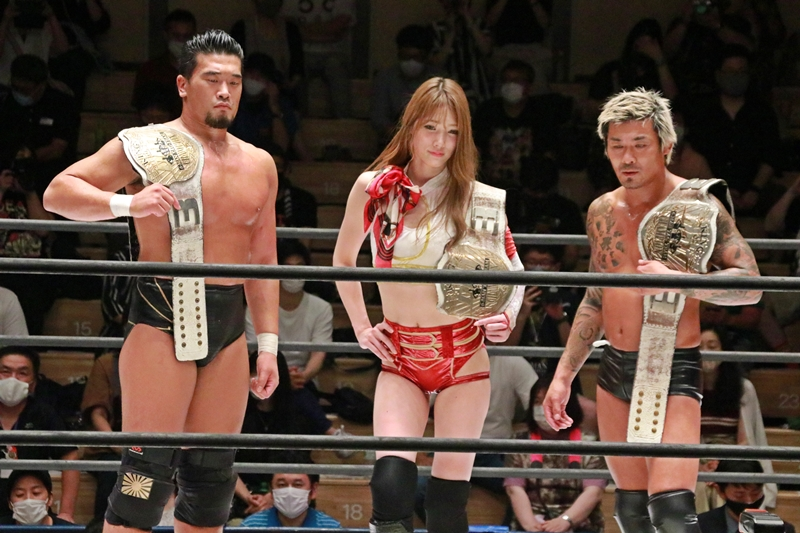
第41代KO-D6人タッグ王座 [樋口和貞&赤井沙希＆坂口征夫] (2020年7月23日 後楽園ホール)

- 7月23日、DDT後楽園ホール大会 - HARASHIMA、アントーニオ本多、里歩を相手にKO-D6人タッグ王座初防衛戦。坂口がアントンを降し防衛に成功。試合後に男色ディーノと立花誠吾が現れ世志琥を加えた3人で挑戦を表明する。
- 9月7日、DDT後楽園ホール大会 - 男色ディーノ、立花誠吾、世志琥を相手に二度目のKO-D6人タッグ王座初防衛戦。前哨戦からのパンスト被りなどゲラの坂口を対象にした攻撃に苦しめられるも防衛に成功する[90]。
- 10月25日、DDT後楽園ホール大会 - 史上初となる2試合連続タイトルマッチが行われ、上野勇希、吉村直巳、平田一喜を相手にKO-D6人タッグ三度目の防衛に成功。樋口＆坂口がノーチラス（上野勇希＆吉村直巳）からKO-Dタッグ奪取に成功する[91]。
- 11月7日、東京女子プロレスTOKYO DOME CITY HALLでハイパーミサヲを相手にコーナーに設置されたボタンを押すたびに一般公募されたルールに変わるWPスイッチ式ランダムルールマッチで対戦。最終的にラストウーマンスタンディングマッチにてケツァル・コアトルで10カウントKO勝ちする[92]。
- 11月14日、DDT TV SHOW！#12にて若手通信世代（彰人、平田一喜、翔太）を相手にKO-D6人タッグ四度目の防衛戦が行われ、自身が翔太の雁之助クラッチで3カウントを奪われ王座から陥落してしまう[93]。
- 11月29日、センダイガールズプロレスリングに参戦を予定していたマーベラスプロレスリング所属選手7名が新型コロナウイルス陽性者の濃厚接触者と判定され参戦を自粛したことに伴い緊急参戦。1dayトーナメントの一回戦で岩田美香と対戦し、10分時間切れ引き分けに終わり両者失格となる。

#### 2021年
- 2月12日、DDTカルッツかわさき大会  - スーパー女子プロ大戦～咲乱華～と題し、アイスリボンの雪妃真矢とのタッグで安納サオリ＆松本都と対戦。新人賞で松本から勝利する[94]。
- 2月28日、DDT後楽園ホール大会 - アイアンマンヘビーメタル級選手権試合～6WAYマッチに参戦。自身の写真集「Lip Hip Shake」 が王者ヤングバックス自伝「キリング・ザ・ビジネス」から3カウントを奪いチャンピオンとなる[95]。
- 3月14日、DDT後楽園ホール大会 - 「LIP Hip Shake」＆赤井沙希＆アントーニオ本多vs「キリング・ザ・ビジネス」＆男色ディーノ＆中村圭吾の6人タッグマッチで「LIP Hip Shake」が中村圭吾に敗れベルトが移動した直後に新人賞を叩き込み第1501代王者となる[96]。
- 4月3日、DDT千葉・2AWスクエア大会 - 試合中にタッグパートナーである平田一喜に3カウントを取られ王座陥落。そこからチーバくんのぬいぐるみ→平田一喜→アントーニオ本多と移り最終的に第1506代王者に返り咲く[97]。
- 5月4日、DDT後楽園ホール大会（無観客大会） - クリス・ブルックスとDDT EXTREME級＆アイアンマンヘビーメタル級のダブルタイトルマッチが行われ、プレイングマンティスボムで敗れる[98]。
- 5月29日、DDT福岡・西鉄ホール大会 - クリス・ブルックスからベルトを奪ったアントーニオ本多にビッグブーツを見舞いアイアンマンヘビーメタル級第1511代王者となる[99]。
- 5月30日、DDT熊本・熊本城ホール・シビックホール大会 - インフォメーションコーナーにて熊本城天然温泉城の湯1年間何しても無料券が贈呈され喜んでいる所に背後から現れた青木真也に丸め込まれ王座陥落となる[100]。

#### 2022年
- 4月9日、東京女子プロレス・後楽園ホール大会にて荒井優希とのタッグ「令和のAA砲」を結成。辰巳リカ＆桐生真弥と対戦し、荒井がFinallyで桐生から勝利する。
- 7月9日、東京女子プロレス・大田区総合体育館「SUMMER SUN PRINCESS '22」にて荒井優希と共に坂崎ユカ＆瑞希の持つプリンセスタッグ選手権試合に挑戦。ダブル新人賞で瑞希を降し第10代王者となる。
- 9月4日、東京女子プロレス・名古屋国際会議場イベントホールにて東洋盟友（上福ゆき＆桐生真弥）を相手にプリンセスタッグ選手権が行われ荒井のFinallyで勝利し初防衛に成功する。
- 10月9日、東京女子プロレス・TDCホールにてリア・オライリー＆ナイトシェイドを相手にプリンセスタッグ選手権が行われ荒井のFinallyで勝利し二度目の防衛に成功する。
- 11月13日、DDT京都・KBSホール、勝俣瞬馬選手に勝利しアイアンマン新王者となった坂口征夫選手をすぐさま丸め込み第1556代となる。
- 11月27日、東京女子プロレス・後楽園ホール大会にて愛野ユキ＆原宿ぽむを相手にプリンセスタッグ三度目の防衛戦が行われる。当初は愛野ユキ＆らくで挑戦を表明していたが、らくの新型コロナ陽性判定を受けパートナーが変更となった。試合は荒井のFinallyで勝利し防衛に成功する。

#### 2023年
- 1月4日、東京女子プロレス・後楽園ホール大会にてWasteland War Party（マックス・ジ・インペイラー&ハイディ・ハウイツァ）を相手にプリンセスタッグ四度目の防衛に失敗してしまい王座陥落。
- 3月21日、DDT後楽園ホール大会にて「赤井沙希デビュー10周年記念試合vol.1」として高梨将弘とシングルマッチを行いケツァル・コアトルで勝利。[101]
- 5月24日に記者会見を行い、11月12日の東京・両国国技館大会をもって引退することを発表。[102]
- 5月26日、シンガポール-SPWにてアレクシス・リーの持つクイーン・オブ・アジア王座に挑むも惜しくも敗れる。
- 7月23日、DDT両国国技館大会でハリマオ（樋口和貞&中津良太&石田有輝）の持つKO-D6人タッグ王座に挑戦。岡谷がダブルアーム・スープレックスで石田を降し第52代王者組となる。
- 8月13日、DDT後楽園ホール大会で赤井沙希10周年記念興行「SAKI AKAI 10TH ANNIVERSARY TOUR IN KORAKUEN!!」が開催され、メインイベントの「赤井沙希デビュー10周年記念試合vol.2」で雪妃真矢、朱崇花とのトリオで、彩羽匠＆山下りな＆中島翔子と対戦。ケツァル・コアトルで中島から勝利する。[103] なお、この大会のVTRナレーションは声優の諏訪部順一さんが務めた。[104]
- 8月27日、全日本プロレス - 愛知・名古屋国際会議場イベントホールにてATM&大森隆男&ブラックめんそーれを相手に全日本プロレスTV認定6人タッグ&KO-D6人タッグのダブルタイトルマッチが行われ勝利。KO-D6人タッグ初防衛に成功すると同時に第6代全日本プロレスTV認定6人タッグの二冠王となる。
- 9月3日、全日本プロレス - 新潟・アオーレ長岡大会でATM&&DASH・チサコ&ブラックめんそーれを相手に6人タッグ王座二冠防衛戦が行われ坂口の神の右膝で防衛に成功。
- 9月9日、DDT大田区総合体育館大会で宮本裕向&木髙イサミ&ラム会長を相手に6人タッグ王座二冠防衛戦が行われ坂口の神の右膝で防衛に成功。メインイベント終了後にKO-D無差別級王座を防衛したクリス・ブルックスが次期挑戦者に赤井を指名し、9月24日後楽園ホールでタイトルマッチが決定。
- 9月18日、東京女子プロレス - 愛知・名古屋国際会議場イベントホールにて最後の“令和のAA砲”を結成し、愛野ユキ＆宮本もかに勝利。試合後、荒井は赤井に“最初で最後の一騎打ち”を希望し、10月27日・後楽園ホール大会で行われ事が決定。
- 9月24日、DDT後楽園ホール大会にてクリス・ブルックスの持つKO-D無差別級王座に挑戦。初公開の雪崩式ケツァル・コアトルを繰り出すなど奮闘したがクリスの変形オクトパスストレッチでレフェリーストップ負け。[105]
- 9月27日、ベストボディ・ジャパンプロレスリング新宿FACE大会にて、山中絵里奈の持つBBW女子王座に挑戦しケツァル・コアトルで勝利。第5代王者となったが「このベルトはこれから続ける人が競い合っていくものだと思うので、今日ここで返上させていただきます。」とこの日限りで王座を返上する。[106]
- 9月30日、DDT京都・KBSホールで最後の凱旋大会「SAKI AKAI 10TH ANNIVERSARY & FINAL COUNT DOWN IN KYOTO!!」が行われ、HARASHIMA&高梨将弘＆駿河メイを相手にKO-D6人タッグ王座4度目の防衛戦が行われ、赤井が高梨にケツァル・コアトルを決めて防衛に成功。試合後にアイアンマン王座を持つMAOを丸め込み第1578代王者となったが去り際に平田一喜に襲われ王座陥落。[107]
- 10月5日、引退試合にもなる11月12日[108]の東京・両国国技館で行われる「赤井沙希引退試合～強く、気高く、美しく～」の対戦カードを、Eruption(坂口征夫＆赤井沙希＆岡谷英樹)vs丸藤正道＆樋口和貞＆山下実優と発表。
- 11月12日、DDT両国国技館｢Ultimate Party 2023｣にて「グッドコムアセット presents 赤井沙希引退試合～強く、気高く、美しく～」(坂口征夫＆赤井沙希＆岡谷英樹vs丸藤正道＆樋口和貞＆山下実優)が行われ、20分30秒山下選手のSkull Kickからの片エビ固めにより10年に及ぶ現役生活にピリオドを打つ。[109]引退セレモニーの際、高木社長より裏方としてDDTに残って欲しいという要請を受けこれを快諾する。[110]
- 11月14日、10年お世話になったDDTプロレスリングに恩返しをしたいという思いから、クラウドファンディングサイト「プロット」にて引退プロジェクトを立ち上げ。支援金額で新しいリングや、トレーニング器具をプレゼントをする予定。

#### 2024年
- 5月26日、DDTプロレス・後楽園ホール大会にてクラウドファンディングで集まった金額で購入したトレーニング器具の贈呈式が行われる[111]。

### タイトル歴

#### 赤井沙希
DDTプロレスリング
- KO-D6人タッグ王座
  - 第41代（パートナーは坂口征夫&樋口和貞）
  - 第52代（パートナーは坂口征夫&岡谷英樹）
- アイアンマンヘビーメタル級王座
  - 第1011代、第1065代、第1070代、第1072代、第1302代、第1306代、第1313代、第1324代、第1350代、第1354代、第1394代、第1411代、第1450代、第1455代、第1461代、第1463代、第1465代、第1501代、第1506代、第1508代、第1511代、第1556代、第1578代

全日本プロレス
- 全日本プロレスTV認定6人タッグ王座
  - 第6代（パートナーは坂口征夫&岡谷英樹）

東京女子プロレス
- TOKYOプリンセスタッグ王座
  - 第10代（パートナーは荒井優希）

ベストボディ・ジャパンプロレス
- BBW女子王座
  - 第5代（獲得後返上）

プロレス大賞
- 2014年度プロレス大賞 新人賞

#### 赤井沙希写真集「Lip Hip Shake」
DDTプロレスリング
- アイアンマンヘビーメタル級王座
  - 第1499代

#### 沙希様
東京女子プロレス
- TOKYOプリンセスタッグ王座
  - 第2代（パートナーはアズサ・クリスティ）
  - 第5代（パートナーは操）
  - 第8代（パートナーはメイ・サン＝ミッシェル）
- "ふたりはプリンセス"Max Heartトーナメント
  - 2021年優勝（パートナーはメイ・サン＝ミッシェル）

### 得意技

#### 赤井沙希
ケツァル・コアトル
縦回転変型ラ・マヒストラル。
変型のコブラツイストの体勢で捕らえた相手を、見得を切ってからラ・マヒストラルの形で一気に自分ごと回転して、逆打ちの様にマットに叩きつけてそのまま固めてフォールを奪う技。
技名は舞台「Fate/Grand Order THE STAGE-絶対魔獣戦線バビロニア-」で赤井が演じたケツァル・コアトルより。関係各所からの許可を得て舞台の演技をプロレス用に改良している。
ちょめちょめ締め
PSYCHOのスウェ〜ニョと同型。名称は、手足が交差して「チョメチョメ」のようになっていることから。
ダイビングボディアタック
デビュー戦より使用し、以降もランブル戦等でも入場後すぐに使用するなど、赤井の代表技となっている。
腕極め三角絞め

#### 沙希様
ベルサイユ式フットチョーク
沙希様の主なフィニッシャー。三角締めから手を繋ぎ向こう脛で締め上げる。
YSL
沙希様のフィニッシャー。変形の極楽固め。ユキオ・サンローランの同型の技「安楽死」を継承。
パラダイスロック

#### 共通
新人賞
四つん這いの相手への二段蹴り式顔面蹴り。主なフィニッシャー。
元は「顔面矯正」という名称であったが、プロレス大賞新人賞受賞に因んで改名。
沙希様として同技を使用する際は「アカデミー賞」という名称になる。
リーマン銀河
シットダウン状態の相手の腕を後ろから両手・両足でチキンウィングに固める変形サーフボードストレッチ。技名は「ナカイの窓」の企画で命名。
プラチナムロック
うつ伏せの相手への横三角絞め。技名は「The NIGHT」の企画で「オスカーロック」と命名されたが、オスカーからプラチナムに事務所を移籍したことにより変更。
サッキーカッター
ビックブーツ
ミドルキック
エプロンPK
スリーパーホールド

### 入場曲
- グウェン・ステファニー「What You Waiting For?」
赤井沙希としての入場曲。
- 鈴木宏子「薔薇は美しく散る」
美威獅鬼軍の赤井沙希および沙希様としての入場曲。
- 吉沢秋絵「なぜ?の嵐」
赤宮サキとしての入場曲

## エピソード
- 父が元プロボクサー、母親もボクシングジムのトレーナーをしていた経歴から[8]、自身も格闘技好きと公言している。事務所から毎日「痩せなさい」と言われるほど太りやすい体質だったため[15]、K-1イメージガール時代の石井和義の勧めから、2009年の夏ごろからボクシングを開始して真剣に精神及び肉体を鍛錬している。「デビューしないか」と誘われたこともあったが、「絶対父親と比べられる」と断った。東京スポーツ紙上でモデル兼プロボクサーの高野人母美と対談した際には高野に対して「自分が踏み出せなかった世界と、モデルの仕事を両立させててすごいな」と感心した[112]。
- 好きな男性のタイプは「考え方が古い人」、「男気のある人」、「武士のような人」と述べている。好きな動物はゴリラである[8]。
- 中学2年生の時に、2学年上で同郷の「相席スタート」の山添寛と交際していた[113][114]。
- 「ぺこぱ」の名付け親である。「ペコパ（배고파）」とは韓国語で「お腹空いた」を意味する単語である。名付けた当時韓国語にハマっており、語感が可愛いくて一度聞いたら印象に残ると気に入っていた言葉だということで、「いつまでもハングリー精神を」という意味とし、可愛い印象を持たせるため平仮名にして提案したという[115][116][117]。
- ゴリラ顔の男性が好みで、学生時代から原西孝幸の大ファンだった。クイズ!ヘキサゴンII南紀白浜合宿SPのデート企画では原西に指名されて嬉しさの余り泣いてしまった事がmisonoが通常番組内で語っている。好きなタイプについて表向きは小栗旬としている。

## 出演

### テレビドラマ
- 土曜ワイド劇場（テレビ朝日）
  - 狩矢父娘シリーズ (9) 京料理殺人事件（2008年5月24日） - 深山凛子 役
  - 救急救命士・牧田さおり7（2010年5月1日） - 西山ゆり 役
  - 救急救命士・牧田さおり9（2013年2月23日） - 西山ゆり 役
- ドラマ8 とめはねっ! 鈴里高校書道部（2010年1月7日 - 2月11日、NHK総合） - 加茂杏子 役[6]
- 土俵ガール!（2010年7月13日 - 9月14日、MBS・TBS） - 辻巻花子 役
- 天使の代理人 Episode5（2010年10月7日 - 14日、東海テレビ・フジテレビ） - トモちゃん 役
- マッスルガール!（2011年4月19日 - 6月21日、MBS・TBS） - 向日葵 役
- 水曜ミステリー9（テレビ東京）
  - 落としの鬼 刑事 澤千夏1（2012年2月1日） - 福原マミ 役
  - 不倫調査員・片山由美13（2013年7月3日） - 小林咲子 役
  - 落としの鬼 刑事 澤千夏2（2013年12月11日） - 福原マミ 役
- 月曜ゴールデン おふくろ先生の診療日記5（2013年3月4日、MBS・TBS） - 前川彩香 役
- 焼肉プロレス 第5話（2019年7月31日、テレビ大阪） - 安井真弓（ゼブラ真弓） 役[118]
- ゲキカラドウ2 第8話（2023年5月26日、テレビ東京） - レイコ 役[119]

### 映画
- インモラル 〜凍える死体〜（2008年） - 雨宮悦子（生活安全課の女性刑事） 役[120]
- ツインギャング4（2008年） - 李静 役
- 実写版 まいっちんぐマチコ先生 無敵のおっぱい番長（2009年） - 金田銀子 役
- 大怪獣モノ（2016年7月16日） - リサ／スコルピオ 役[121]
- LADY NINJA～青い影～（2018年） - 九条小夏 役
- アイアンガール FINAL WARS（2019年2月15日[122]） - サイボーグ・ダイアナ 役

### ゲーム
- 龍が如く6 命の詩。（2016年12月8日、セガ） - キャバ嬢・赤井沙希 役

### 舞台
- ストラルドブラグ ～魔神邂逅～（2010年10月13日 - 17日、シアターサンモール）-セレス 役[123]
- 舞台【BASARA 第2章】（2014年1月9日 - 14日、シアター1010）-茶々 役[124]
- Fate/Grand Order THE STAGE -絶対魔獣戦線バビロニア-（2019年1月11日 - 14日、サンケイホールブリーゼ / 1月19日 - 27日、日本青年館ホール） - ケツァル・コアトル 役[125]
- FINAL FANTASY BRAVE EXVIUS 幻影戦争 THE STAGE（2024年2月23日 - 3月3日、ヒューリックホール東京） - リリシュ 役[126]
- NIKKE THE STAGE（2024年6月6日 - 9日、こくみん共済 coop ホール／スペース・ゼロ） - ミハラ 役[127]
- NIKKE THE STAGE 再演（2025年7月3日 - 6日、品川プリンスホテル クラブeX） - ミハラ役[128]

### バラエティ
- 一攫千金ヤマワケQ! "責任者はお前だ!"（ABC制作・テレビ朝日、2007年11月11日）
- 明石家サンタの史上最大のクリスマスプレゼントショー（フジテレビ、2007年12月24日・2008年12月24日）
- クイズ!ヘキサゴンII（フジテレビ、2008年2月13日・7月23日・9月3日・17日・11月5日・2009年1月28日・2月11日・3月11日・25日 など不定期出演）
- カルチャーSHOwQ〜21世紀テレビ検定〜（テレビ神奈川（東名阪ネット6）） - 第34回「格闘技」に出演
- 一攫千金!日本ルー列島（フジテレビ、2009年2月6日） - 「アイドルチーム」に出演
- 踊る!さんま御殿!!（日本テレビ）
  - ノットインテリ芸能人（2009年4月21日）
  - 理想の相手をオススメ! SP（2009年7月7日）
- バニラ気分!（フジテレビ、2009年9月5日「パパは有名芸能人SP」）
- 志村けんのバカ殿様（フジテレビ）
  - 秋!笑いの祭典スペシャル（2009年10月6日）
  - 初笑い!時代劇スペシャル（2010年1月7日）
- ネットーキング（e-Radio FM南青山（ネット放送）、通算9回出演・ほぼ準レギュラー）
- 着信御礼!ケータイ大喜利（NHK、2010年5月15日）
- よゐこ部（毎日放送制作・TBS、2010年6月1日・8日）
- 恋のカイトウ!?トモコレ2世（TOKYO MX、2010年6月3日）
- 旅ずきんちゃん 〜全日本のほほ〜ん女子会〜（TBS、2014年2月23日）
- くりぃむクイズ ミラクル9（テレビ朝日、不定期出演） - 解答者
- くりぃむVS林修！早押しクイズサバイバー 2015春（テレビ朝日、2015年5月13日） - 解答者
- 世界まる見え!テレビ特捜部（日本テレビ、2015年9月28日「秋の夜長の危機一髪2時間SP！」）
- 聞きこみ！ローカル線気まぐれ下車の旅（（BSジャパン、2015年9月28日「群馬 上信電鉄の旅」） - 旅人
- くりぃむvs林修！早押しクイズサバイバー 秋の3時間スペシャル（テレビ朝日、2015年10月7日） - 解答者
- ドラGO!（テレビ東京、2015年11月8日「宮城グルメドライブ」） - 旅人
- ドリームスシリーズボウリング（フジテレビONE、2015年12月15日 「ガールズチャンピオンボウリング2015」） - 出場者
- 有吉反省会（日本テレビ、2020年2月29日） - 反省人

### ラジオ
- ラジオ新日本プロレス（2012年4月7日 - 2013年3月25日、ラジオ日本）
- 真夜中のハーリー＆レイス（2015年1月6日、ラジオ日本）
- たまむすび（2015年2月12日、TBSラジオ）

### イベント
- 東京ゲームショウ 2016（2016年9月15日 - 18日） - セガゲームス コンシューマ・オンラインカンパニーブース・フォトスポット[129]

### WEB番組
- セガフェス48時間生放送『龍が如く6』出演キャバ嬢による『龍が如く5 夢、叶えし者』復習プレイ（2016年11月18日 - 19日、ニコニコ生放送 / YouTubeライブ / FRESH! by AbemaTV）[130]
- ぶらり路上プロレス #02 - 04（2016年12月 - 、Amazonプライム・ビデオ） - 旅人
- ROAD TO EDEN（2017年10月 - 12月、フジテレビオンデマンド / 2018年1月 - 、フジテレビ） - クレア 役
- DDTの木曜The NIGHT（2017年12月8日 - 2021年7月30日、ABEMA）※不定期出演

## 作品

### 写真集
- Saki（2004年11月25日、双葉社、撮影：野村誠一）ISBN 978-4575297485
- Lip Hip Shake（2006年8月24日、彩文館出版、撮影：加納典譲）ISBN 978-4775601464
- GRACIA（2023年8月10日〈予定〉、講談社、撮影：鈴木ゴータ） - プロレスラー引退メモリアル写真集

#### デジタル写真集
- 赤井沙希デジタル写真集「elope」（2011年7月、幸来エンタテイメント、撮影：鯨井康雄）i-本どっとじぇーぴー

### DVD
- 2004年11月07日「沙希/Saki」（イーネット・フロンティア）
- 2006年09月22日「赤井沙希」（彩文館出版）
- 2007年04月25日「2（deux）ドウ」（GPミュージアム）
- 2009年07月29日「LOVE PASSION」（AXIS）
- 2013年02月22日「さきほこり」（竹書房）
- 2014年05月30日「Beautiful Day」（スパイスビジュアル）

### 配信楽曲
- Like A Butterfly（Full Spec Edition）（2016年12月、JOYSOUND×「龍が如く極」カラオケ配信[131]） - 桐生一馬 feat. 沙希&りおな名義